# Ohzora (satélite)
EXOS C (Exospheric Satellite C), também denominado de Ohzora, foi um satélite artificial japonês lançado em 14 de fevereiro de 1984 por meio de um foguete M-3S a partir do Centro Espacial de Kagoshima.

## Características
A missão do EXOS C foi estudar a composição da atmosfera e os mecanismos de interação entre campos e partículas na ionosfera sobre a anomalia do Atlântico Sul e as zonas aurorais. O EXOS C foi injetado em uma órbita inicial de 865 km de apogeu e 354 km de perigeu, com uma inclinação orbital de 74,6 graus e um período de 96,9 minutos. Reentrou na atmosfera em 26 de dezembro de 1988.

## Instrumentos
O EXOS C levava a bordo os seguintes instrumentos:
- Radiômetro infravermelho para a observação do limbo.
- Espectrômetro ultravioleta.
- Espectrômetro solar infravermelho.
- Analisador da energia das partículas precipitadas.
- Radiômetro solar.
- Sondador de plasma.
- Sondas de plasma.
- Monitor de partículas de alta energia.